# Albert F. Polk

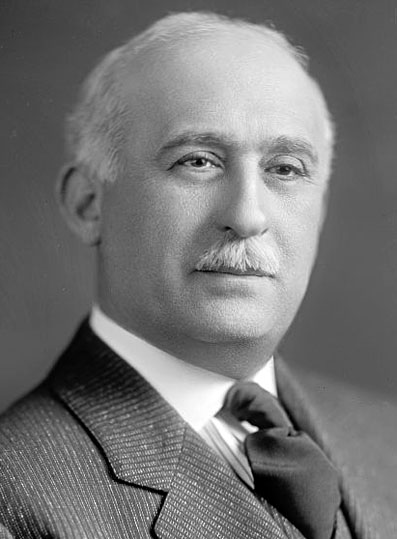
Albert F. Polk

Albert Fawcett Polk (* 11. Oktober 1869 in Frederica, Delaware; † 14. Februar 1955 in Wilmington, Delaware) war ein US-amerikanischer Politiker. Zwischen 1917 und 1919 vertrat er den Bundesstaat Delaware im US-Repräsentantenhaus.

## Werdegang
Albert Polk besuchte sowohl private als auch öffentliche Schulen. Danach studierte er bis 1889 am Delaware College, der heutigen University of Delaware. Nach einem anschließenden Jurastudium und seiner 1892 erfolgten Zulassung als Rechtsanwalt begann er in Georgetown in seinem neuen Beruf zu arbeiten. Im Jahr 1899 wurde er juristischer Vertreter des Staatssenats.
Polk gehörte der Demokratischen Partei an. Zwischen 1902 und 1908 und nochmals von 1915 bis 1916 war er Parteivorsitzender im Sussex County. Gleichzeitig war er Mitglied im Vorstand der Partei auf Staatsebene. Von 1905 bis 1912 wirkte er im Bildungsausschuss der Stadt Georgetown mit. Außerdem gehörte er einer Kommission im Sussex County an, die die Gesetze überarbeitete.
1916 wurde Polk in das US-Repräsentantenhaus in Washington, D.C. gewählt. Dort trat er am 4. März 1917 die Nachfolge des Republikaners Thomas W. Miller an, den er bei der Wahl geschlagen hatte. Da er aber bereits bei den nächsten Wahlen gegen Caleb R. Layton verlor, konnte Polk bis zum 3. März 1919 nur eine Legislaturperiode im Kongress absolvieren. Nach dem Ende seiner Zeit im Repräsentantenhaus arbeitete er wieder als Rechtsanwalt. Im Jahr 1929 wurde er zum Bundesbeauftragten für den Staat Delaware ernannt. Dieses Amt bekleidete er bis 1951. Danach zog er sich in den Ruhestand zurück. Albert Polk starb im Jahr 1955 in Wilmington und wurde in Georgetown beigesetzt.